# Thomas Cup 1998/Qualifikation Asien
Die asiatische Qualifikation zum Thomas Cup 1998 fand in Manila statt. China, Südkorea und Malaysia qualifizierten sich für die Endrunde des Cups.

## 1. Runde
- Argentinien,  Nepal und  Nigeria gemeldet, aber nicht gestartet

### Gruppe A
- Singapur –  Australien 4:1
- Singapur –  Iran 5:0
- Singapur –  Philippinen 4:1
- Australien –  Iran 3:2
- Australien –  Philippinen 3:2
- Philippinen –  Iran 5:0

### Gruppe B
- Indien –  Mauritius 5:0
- Indien –  Neuseeland 4:1
- Indien –  Thailand 3:2
- Thailand –  Mauritius 5:0
- Thailand –  Neuseeland 4:1
- Neuseeland –  Mauritius 5:0

### Gruppe C
- Kanada –  Macau 5:0
- Kanada –  Myanmar 3:2
- Kanada –  Sri Lanka 4:1
- Kanada –  Pakistan 5:0
- Sri Lanka –  Macau 5:0
- Sri Lanka –  Myanmar 3:2
- Sri Lanka –  Pakistan 5:0
- Myanmar –  Macau 5:0
- Myanmar –  Pakistan 4:1
- Pakistan –  Macau 5:0

## Halbfinalrunde

### Gruppe X
- Volksrepublik China –  Kanada 5:0
- Volksrepublik China –  Chinesisch Taipeh 5:0
- Volksrepublik China –  Südkorea 4:1
- Südkorea –  Kanada 5:0
- Südkorea –  Chinesisch Taipeh 3:2
- Chinesisch Taipeh –  Kanada 5:0

### Gruppe Y
- Malaysia –  Japan 4:1
- Malaysia –  Singapur 5:0
- Malaysia –  Thailand 5:0
- Japan –  Singapur 3:2
- Japan –  Thailand 3:2
- Thailand –  Singapur 4:1

## Halbfinale
- Malaysia –  Südkorea 5:0
- Volksrepublik China –  Japan 5:0

## Spiel um Platz 3
- Südkorea –  Japan 5:0

## Finale
- Volksrepublik China –  Malaysia 4:1
- Volksrepublik China,  Malaysia und  Südkorea qualifiziert für das Finale